# 威廉·奥托·布隆内尔
威廉·奥托·布伦内尔（德語：William Otto Brunner；1878年7月7日—1958年12月1日），是一位瑞士天文学家。
他是1926年到1945年瑞士联邦天文台（Swiss Federal Observatory）台长。他继承了始于天文台创建人鲁道夫·沃夫以来，就一直进行的苏黎世太阳黑子系列观测（这些观察持续到现在）。
月球上的“布伦内尔环形山”就是以他的名字命名。